# Nadliwie
Nadliwie – nazwa niestandaryzowana, część wsi Strachów w Polsce, położona w województwie mazowieckim, w powiecie wołomińskim, w gminie Jadów.
Rozpościera się nad Liwcem w rejonie ulic Nadliwie i Parkowej, na północ od Strachowa. Stanowi najdalej na północ wysuniętą część powiatu wołomińskiego.
Historycznie powiązany ze Strachowem, przynależał do trzech gmin:
- Zabrodzie (gmina)
- Kamieńczyk (gmina)
- Jadów (gmina)

W latach 1975–1998 miejscowość administracyjnie należała do województwa siedleckiego.